# コンバイン・ペインティング
コンバイン・ペインティング （英: Combine painting）とは、芸術家のロバート・ラウシェンバーグが1954年頃から制作したものを中心とする一連の作品を指す。『コンバイン』や『コンバイン作品』とも呼ばれる。前衛美術の若手画家だったラウシェンバーグが、従来の画材に加えて立体物を使い、2次元と3次元の素材を組み合わせて制作した。それまで前衛美術の素材ではなかったアメリカの大衆文化を選び、ヨーロッパでの反響を得てラウシェンバーグの人気を高めた。1964年のヴェネツィア・ビエンナーレではラウシェンバーグがグランプリを受賞し、美術市場の中心がフランスからアメリカへと移ってゆく時代を象徴する作品群にもなった。

## 時代背景

### 美術市場
第二次世界大戦前には国際的な美術市場の中心だったパリは、1950年代からニューヨークとの競走が激しくなった。1950年代はフランス市場を中心とするアンフォルメルとアメリカ市場を中心とする抽象表現主義の競争、1960年代はフランス市場を中心とするヌーヴォー・レアリスムとアメリカ市場を中心とするネオ・ダダやポップアートの競争が起きた。アメリカとフランスの画商はそれぞれの作品を売り込み、アメリカ側は1959年にパリの国立近代美術館でジャクソン・ポロック展を実現し、好評となった。他方、フランス側はアンフォルメル作家のジョルジュ・マチウがニューヨークで公開制作を計画したが、前衛美術でポロックを優位にしたいアメリカの画商の反対で実現しなかった。
こうしたナショナリズム的な対立と異なる視点を持っていたのが、画商のレオ・キャステリだった。キャステリは、ネオ・ダダ以降のアメリカ美術に市場価値を見出し、美術館のディレクター、画商、コレクター、批評家からなるチーム体制で売り込みを計画的に進めた。ラウシェンバーグの作品も、キャステリの売り込みによってヨーロッパでの出品が始まる。

### 作者
ラウシェンバーグはブラック・マウンテン・カレッジで学んでいた1952年に、夏期講習の講師だった舞踏家のマース・カニンガムや音楽家のジョン・ケージと知り合う。ケージとカニンガムはブラック・マウンテン・カレッジでパフォーマンスを開催し、ラウシェンバーグも作品を提供した。この時の体験をきっかけに、のちにラウシェンバーグはカニンガムのダンス・カンパニーに美術監督として参加する。
その後、ラウシェンバーグはジャスパー・ジョーンズと同じロフトの上下階をシェアして制作をした。しかし当初アメリカでは、ラウシェンバーグの作品は年長の芸術家や批評家の脅威とされた。アメリカではフォーマリズム批評の影響で、ダダやシュルレアリスムには抵抗があった。このため、ラウシェンバーグの作品はヨーロッパで先行して評価が進み、アメリカ国内で評価されたジャスパー・ジョーンズと対照的だった。
ラウシェンバーグはジャンル横断的な芸術家であり、コンバイン作品では2次元と3次元の素材を組み合わせ、絵画や彫刻などのジャンルを越える作品を発表した。コンバイン作品には、既製品を芸術作品とするマルセル・デュシャンのレディ・メイドの概念も取り入れられている。
コンバイン作品は、ラウシェンバーグがヨーロッパで名声を得たきっかけにもなった。各地にラウシェンバーグ作品の支援者がおり、パリには画商のイリアナ・ソナベンド、ヴェネツィア・ビエンナーレにおいてはキュレーターのアラン・ソロモン、ストックホルムではストックホルム近代美術館の館長ポントゥス・フルテン、東京には美術評論家の東野芳明らがラウシェンバーグ作品の普及に影響を与えた。

## 作品
初期の作品『ベッド』（1955年）では、ベッドをキャンバスとして絵の具とキルトのベッドカバーを使い、モダニズムの幾何学的表現と抽象主義表現を組み合わせた。この作品はパリ青年ビエンナーレに出品された。『コカコーラ・プラン』（1958年）では、コカコーラの瓶を素材とした。『キャニオン』（1959年）では、ワシの剥製を使っている。現在はニューヨーク近代美術館（MOMA）所蔵となっている。

### モノグラム
コンバイン作品の初期代表作の1つである『モノグラム』（1955年-1959年）は、キャンバスの上にアンゴラヤギの剥製が置かれ、古タイヤと組み合わさっている。キャンバスの下にはキャスターが付いており、動くようになっていた。素材は、移動をイメージするものと重力をイメージするものの2種類に大きく分かれ、移動をイメージさせるのはタイヤ、テニスボール、綱渡り、宇宙飛行士など。重力をイメージさせるのは足跡、靴底、水面の像、「EXTRA HEAVY」と書かれたステンシルなどがある。この点から、作品内で2つの対立するイメージが同時に体験できるようになっている。
ラウシェンバーグは本作品に長期間をかけて習作を繰り返し、その過程はスケッチや写真で残っている。1955年のスケッチではキャンバスに取り付けたヤギが梯子に組み合わされ、上方への方向性が示されている。しかしラウシェンバーグはヤギの状態に満足せず、キャンバス部分のみ『ライム』（1956年）という作品として独立させた。1956年のスケッチでは、ヤギとタイヤの組み合わせと、キャスターを付けるというアイデアが見られ、さらにヤギの後方には細長いキャンバスが取り付けられた。タイヤは白く塗られて溝を浮き立たせ、ヤギの白い毛並みにそろえられた。ラウシェンバーグはタイヤをヤギに組み合わせた理由について、(1) タイヤがヤギに合うと思った。(2) 古タイヤが世界中にある素材でエレガントだと思ったから、と語っている。この習作は写真も残っているが、ラウシェンバーグはヤギが重荷を背負ったように見えるとして採用せず、細長いキャンバス部分を『夏の嵐』（1959年）として独立させた。
ラウシェンバーグは、ヤギには何が必要かを考え、庭が必要だという結論に達した。そこで平らなキャンバスの上にヤギが乗り、完成形となった。完成後の1959年、レオ・キャステリ画廊で初めて展示された。現在はストックホルム近代美術館の所蔵となっている（後述）。

### ピルグリム
『ピルグリム』（1960年）では、キャンバスに椅子が取り付けられ、キャンバスと同じ色に塗られているために椅子が画面から飛び出してくるように見える。二次元の騙し絵と異なり、ラウシェンバーグは実際の椅子を使うことで写実性という概念とは異なる価値を表現しようとした。『ピルグリム』は作家のホセ・ピエールに称賛され、最重要作品として『アール』紙に図版が掲載された。ラウシェンバーグは1964年にヴェネツィア・ビエンナーレでグランプリを受賞するが、こうした展覧会での人気が一因であったとする説もある。現在は個人蔵となっている。

### ヴェネツィア・ビエンナーレ出品作品
ヴェネツィア・ビエンナーレにも出品された『無題（白い靴の男）』（1954年-1958年頃）は、床から直立するコンバイン作品だった。素材として、白いスーツの男性、底面の鏡、新聞記事、鳥の剥製、家族の手紙や写真が組み合わされている。これらの既製品や素材は、神話的なテーマと混じり合っている。例えばスーツの男性と鏡はナルキッソス、美人コンテストの記事はパリスの審判、兵士のパラシュート事故の記事はイカロスをイメージさせる。ラウシェンバーグは作品にアメリカの両儀的な面を埋め込んでいたが、ビエンナーレではアメリカ文化を肯定する作家として宣伝された。

### ゴールド・スタンダード
1964年にラウシェンバーグは、カニンガム・ダンス・カンパニーのメンバーとしてマース・カニンガムやジョン・ケージらと来日した。ラウシェンバーグはカンパニーの美術監督を務めており、ヴェネツィア・ビエンナーレの受賞後でもあり世界的な芸術家として東京で歓迎を受けた。11月28日には草月ホールで「ボブ・ラウシェンバーグへの20の質問」というイベントが開催され、ラウシェンバーグは草月アートセンターで公開制作を行った。イベントは美術評論家の東野芳明の企画であり、公開質問会という体裁だったが、ラウシェンバーグは質問には答えず制作に集中した。この時に制作されたのが、コンバイン作品『ゴールド・スタンダード』（1964年）となった。
東野が企画した公開質問会には、ラウシェンバーグは興味を抱かなかった。芸術家の勅使河原蒼風が料亭でラウシェンバーグらを接待した際に、日本には客人が返礼に書画を描く伝統があると話した。ラウシェンバーグはそれに興味を持ち、勅使河原が金屏風を渡すと、それを使って公開制作をすることになったという。ラウシェンバーグは作品の素材を求めて秋山邦晴の協力を得て廃物を集めたが、当時は東京オリンピックの影響で街は美化運動が続いており、廃物が集めにくかった。
質問会のために来た観客は、当日はラウシェンバーグが一切質問に答えずに制作する光景を目の当たりにした。ラウシェンバーグは助手のアレックス・ヘイと制作にかかり、金屏風から黒枠を取り除いてから素材をつけた。素材は東京で見つけた廃物であり、途中で差し出された質問状もラウシェンバーグは素材として貼り付けた。
金屏風の左には、手袋、SONYのダンボール、標識、ラベルなどを貼り付けた上に白い絵の具が描かれている。右にゆくと絵の具はない代わりに、電球やビクターの犬のマスコットによって白が置かれて配色のバランスをとっている。それぞれの扇の中で、伝統的な素材と原体的な素材が組み合わされており、「伝統と技術が同居する日本」というイメージが表現されている。制作には4時間あまりかかったため、完成までに観客はほとんど途中で帰った。制作の素材は前述の事情によって不足していたために途中で使い切ってしまい、金屏風の右二扇にはそのままの部分もあった。作品名についてラウシェンバーグは、(1) ゴールドである、 (2) スタンドしている、 (3) これ自身がスタンダード（標準）だと思うから、と説明している。

## 評価・来歴

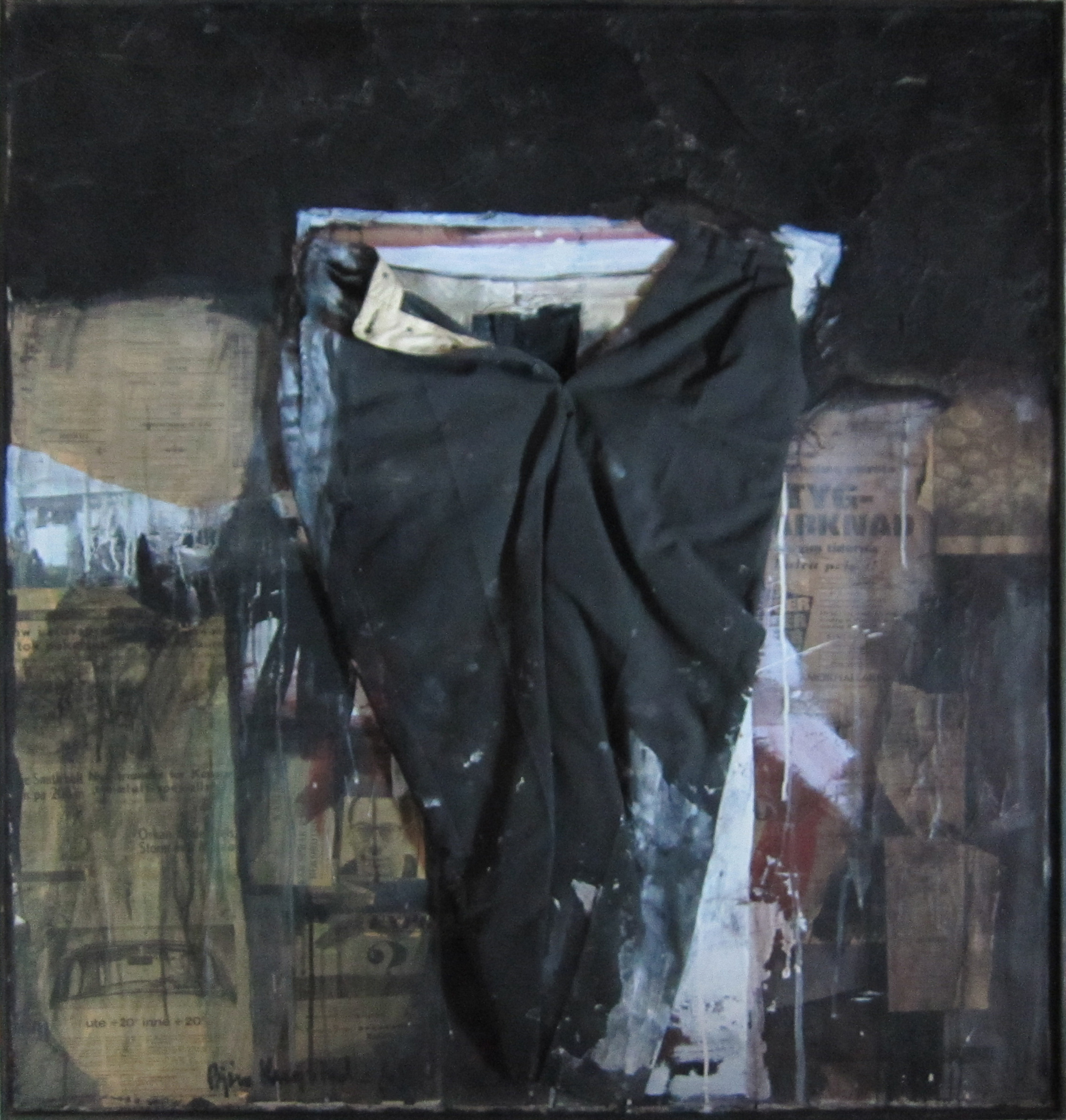
ノルウェイの芸術家Bjørn Krogstadのコンバイン・ペインティング『Buksa mi（My pants）』（1968年）

ラウシェンバーグの作品は、1950年代のイタリアでの展示や1961年のパリのダニエル・コルディ画廊での初個展をへてヨーロッパで人気を呼んだ。『モノグラム』は1962年にスウェーデンのストックホルム近代美術館館長のポントゥス・フルテンが企画した「4人のアメリカ人」展で大きな賛否を呼んだ。若い芸術家に感銘を与えるとともに、評論家をはじめ拒否感を表明する人々も多かった。
1963年3月に開館したユダヤ美術館では、ラウシェンバーグの初の美術館での個展が開かれた。ユダヤ教に関する要素がなく、若手の作家の回顧展という2点で異例であり、加えてラウシェンバーグの『モノグラム』や『キャニオン』は大きな反響を呼んだ。ユダヤ美術館の館長アラン・ソロモンは、同年7月のヴェネチア・ビエンナーレではラウシェンバーグの受賞にも大きく貢献した。1963年3月には、パリでイリアナ・ソナベンドの画廊でもラウシェンバーグの個展があった。こちらは1954年から1961年の作品が集められた。『モノグラム』や『ピルグリム』が最も好評で、ラウシェンバーグは会場で英雄のような扱いを受けたとされる。ソナベンドは、ラウシェンバーグがヨーロッパの人々を惹きつけた理由として、抽象表現主義との断絶がある点、動物も含め何でも作品に取り入れられており前代未聞だった点、などをあげている。パリの雑誌「レ・タン・モデルヌ」では、オットー・ハーンがラウシェンバーグとジョーンズを好意的に紹介し、「抽象美術の遺産を引き継ぎつつも、それを都市や産業文明と言った日常的な言語へと紡ぎ直そうとする運動」と表現した。
1964年2月には、ポントゥス・フルテンの企画でストックホルム近代美術館にて「アメリカのポップ・アート」展が開催され、これがヨーロッパ初のポップ・アート展覧会となった。さらに同年4月にはテート・ギャラリーの展覧会、6月はポップ・アートとヌーヴォー・レアリスムの展覧会がデン・ハーグで開催されてベルリンとブリュッセルにも巡回した。これによってラウシェンバーグの知名度は急速に高まった。フルテンは1959年にニューヨークで『モノグラム』を見て強い関心を持ち、購入資金ができるまで作品を売らないで欲しいとラウシェンバーグに頼んでいた。そしてラウシェンバーグが1964年にストックホルムを訪れると、フルテンは空港で彼を迎えて交渉し、1965年に『モノグラム』はストックホルム近代美術館の所蔵となる。『モノグラム』は、かつてコレクターのロバート・スカルがMOMAへの寄贈を申し出たが辞退された経緯があり、アメリカよりもヨーロッパでの評価が高かった。
東京で公開制作された『ゴールド・スタンダード』は、交渉によって草月美術館の所蔵となり、草月美術館の閉鎖後は個人蔵となった。当初ラウシェンバーグは勅使河原が購入すると考えていたが、勅使河原はラウシェンバーグが寄贈すると考えており、食い違いがあった。
ラウシェンバーグは世界ツアーからニューヨークに帰国後、パフォーマンスやエンジニアとのコラボレーションを行い、E.A.T.に注力した。その代わり、コンバインやシルクスクリーンのように画廊で発表するタイプの作品を発表しなくなった。そのためライシェンバーグのアメリカでの評価が高まるのは、1965年の『ダンテ・ドローイング』展までかかった。
1960年代後半、ヨーロッパの美術関係者はアメリカ美術の急速な流行に危機感を抱くようになった。加えて、アメリカ政府とスウェーデン政府はベトナム戦争をめぐって対立した。両国の対立は美術界にも影響し、1973年にストックホルム近代美術館で開催された「ストックホルムのためのニューヨーク・コレクション」では反対運動が起きた。抗議声明ではラウシェンバーグの『モノグラム』がアメリカ美術の象徴として批判された。のちにラウシェンバーグ作品は再評価され、『モノグラム』もストックホルム近代美術館の名物となった。地元市民には「geten」や「en get」と愛称で呼ばれている。